# Френсіс Годвін
Френсіс Годвін (англ. Francis Godwin, 1562—1633) — англійський історик, письменник-фантаст і англіканський єпископ Лландафа і Герефорда.

## Життєпис
Френсіс Годвін народився в Ганнігтоні (графство Нортгемптоншир). Його батьком був Томас Годвін, єпископ Бата і Веллса. З 1578 року Френсіс навчався в коледжі Крайст Черч в Оксфорді, де здобув ступінь бакалавра в 1580 році і магістра в 1583 році. У коледжі Френсіс слухав лекції Джордано Бруно і став прихильником коперніканської теорії.
1587 року Годвіна призначено заступником декана Ексетера. У 1590 році супроводжував відомого історика і антиквара Вільяма Кемдена під час його подорожі по Уельсу. 1593 року здобув ступінь бакалавра богослов'я, а 1595 року - доктора богослов'я.
У 1601 році опублікував «Каталог єпископів Англії від початку поширення християнської релігії на острові» (англ. Catalogue of the Bishops of England since the first planting of the Christian Religion in this Island), завдяки чому того самого року став єпископом Лландаффа. Друге видання цієї книги з'явилося в 1615 році, а 1616 року Годвін опублікував переклад своєї праці на латинську мову з присвятою королю Якову I, який наступного року призначив його єпископом Герефорда. Цю праця Годвіна 1743 року перевидав з доповненням Вільям Річардсон.
Френсіс Годвін помер у квітні 1633 року у Вітберні (графство Герефордшир).

## Твори
Годвіну належить фантастичний твір про подорож на Місяць «Людина на Місяці» (написаний, ймовірно, в 1620-х роках, виданий посмертно 1638 року). У цьому творі Годвін не лише заявляє про себе як прихильника коперніканської теорії, але й до певної міри передбачає принципи закону всесвітнього тяжіння і вперше вводить поняття невагомості. Цей твір, написаний у веселому і дотепному стилі, допоміг Джону Вілкінсу в написанні власної книги про подорожі на Місяць - «Відкриття світу на Місяці» (англ. The Discovery of a World in the Moone, 1638). Твори Годвіна і Вілкінса були перекладені на французьку і, в свою чергу, вплинули на Сірано де Бержерака, який написав в 1650 році свій твір «Інший світ, або Держави та імперії Місяця»: головний герой Годвіна, Домінік Гонсалес, знову з'являється на сторінках твору Сірано.
У 1616 році Френсіс Годвін опублікував свою працю лат. Rerum Anglicarum, Henrico VIII., Edwardo VI. et Maria regnantibus, Annales, яку згодом переклав і видав його син Морган під назвою «Аннали Англії» (англ. Annales of England, 1630). 1616 року Годвін опублікував також трактат De praesulibus Angliae.
Годвіну належить також твір з криптографії «Nuncius inanimatus, видано в Утопії», перше видання вийшло друком 1629 року, перевидано 1657 року; за деякими оцінками, ця робота лягла в основу твору Д. Вілкінса Mercury, or the Secret and Swift Messenger, виданого в 1641 році.